# Sōgen-ji
Koordinaten: 35° 42′ 55,4″ N, 139° 47′ 11,2″ O

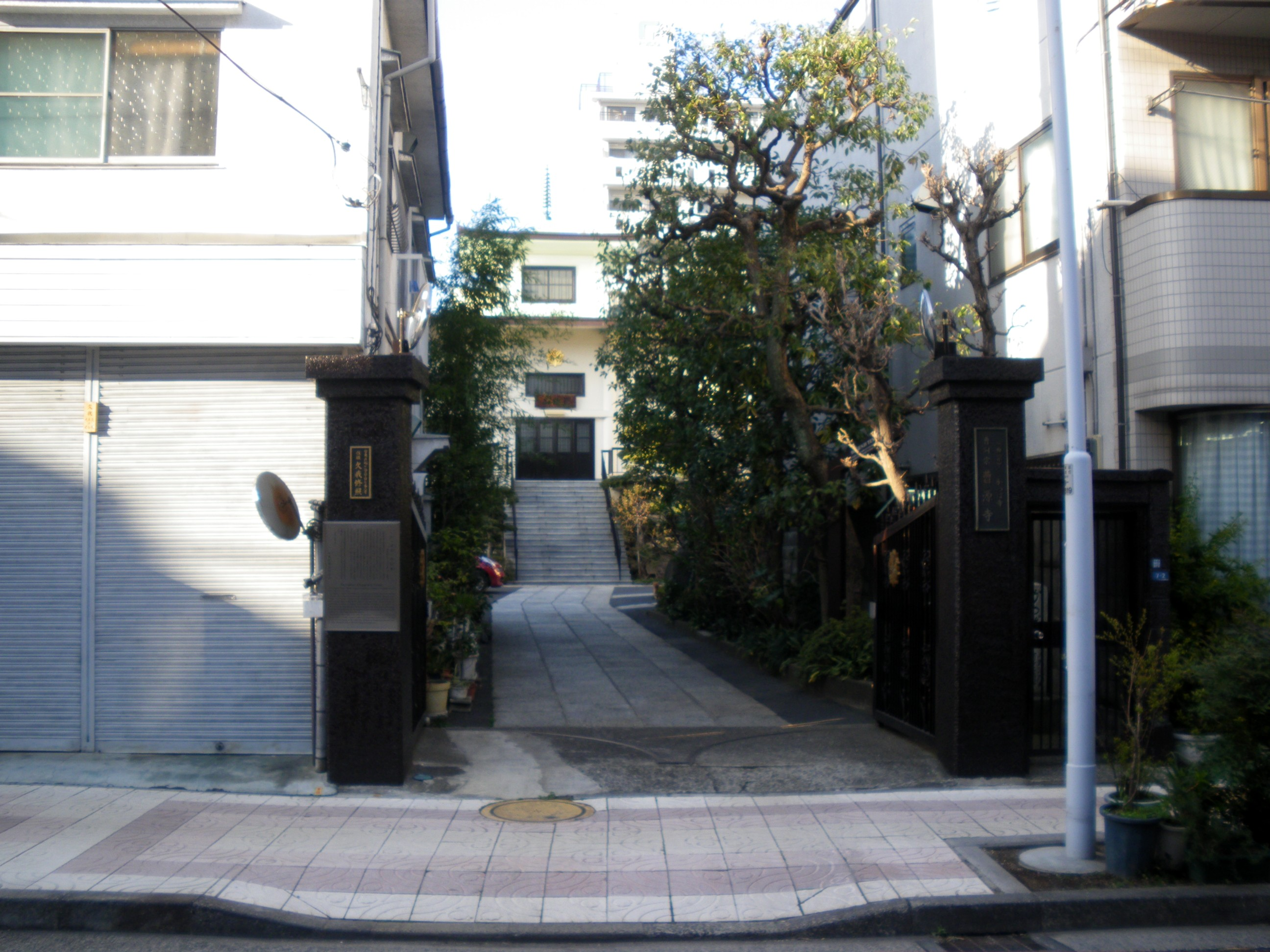
Blick von der Straße aus

Sōgen-ji (japanisch 曹源寺), oder umgangssprachlich Kappa-dera (かっぱ寺), ist ein buddhistischer Tempel der Sōtō-shū im Tokioter Stadtbezirk Taitō.
Der Tempel widmet sich der Verehrung des japanischen Fabelwesens Kappa. Sie sind eine Art Wasserkobold, eine Mischung aus Mensch und Schildkröte mit der Größe eines Kindes. Kappas zählen heute zu den bekanntesten Kreaturen des japanischen Volksglaubens und sind außerdem Bestandteil der heutigen Populärkultur.

## Legende
Laut einer Legende, die ihren Ursprung am Anfang des 19. Jahrhunderts hat, lebte in der Nähe des heutigen Tempels ein Regenmantelhändler (kappaya) namens Kappaya „Kawatarō“ Kihachi (合羽屋 喜八). Das Gebiet lag in einer Senke der Bucht des Sumida-Flusses, so dass die Bewohner bei Regenfällen regelmäßig von starken Überschwemmungen geplagt wurden.
Unter der Führung Kihachis – und dessen Finanzierung – begannen die Bewohner mit dem Bau eines Systems aus Gräben, das dazu dienen sollte, aufkommendes Hochwasser abzuleiten. Mangels Ressourcen schritt der Bau des Systems jedoch nur langsam voran. Eines Abends, als die Arbeiter aufgrund eines aufziehenden Unwetters von der Arbeitsstätte flohen, fühlten sich die im Fluss lebenden Kappa dazu verpflichtet Hilfe zu leisten, schließlich würde das Gebiet in dieser Nacht erneut überschwemmt werden. Etliche Kappa stellten in dieser Nacht den Bau der Gräben fertig und bewahrten so das Gebiet vor einer erneuten Zerstörung. Dank der nun einkehrenden Stabilität begann eine Zeit des Aufschwungs, der den lokalen Handel förderte und wodurch der Wohlstand stieg. Da all dies ohne die Hilfe der im Fluss lebenden Kappa nicht möglich gewesen wäre, erbaute man ihnen zu Ehren den heutigen Sōgen-ji.

## Reliquien
Im Inneren des Tempels befindet sich ein Altar, auf dem Gurken dargebracht werden; sie gelten als die Leibspeise der Kappa. Die Schatzkammer enthält antike Schriftrollen über die Fabelwesen, darüber hinaus beherbergt der Tempel einen angeblich echten getrockneten und erhaltenen Kappa-Arm.
Neben dem Aufgang zum Tempel befindet sich ein Steindenkmal, an dem sich das Grab von Kappaya Kihachi befinden soll.